# Mats Lundqvist
Mats Anders Lundqvist, född 17 april 1965, är professor i entreprenörskap vid Chalmers tekniska högskola i Göteborg. Lundqvist är civilingenjör och teknologie doktor från Chalmers. Han är ansvarig för Chalmers Entreprenörsskola  som han var med om att grunda 1997.